# Assemblée de Macédoine du Nord
Législature 2024 - 2028
Palais de l'Assemblée
L'Assemblée de la république de Macédoine du Nord (en macédonien : Собрание на Република Северна Македонија romanisé : Sobranie na Republika Severna Makedonija) est le parlement monocaméral de la Macédoine du Nord.
Composée de 120 députés élus pour quatre ans au suffrage universel direct et au scrutin proportionnel, elle assure l'exercice du pouvoir législatif et le contrôle du gouvernement.
Elle siège au palais de l'Assemblée à Skopje.

## Élection

### Mode de scrutin
L'Assemblée est dotée de 123 sièges pourvus pour quatre ans, dont 120 au scrutin proportionnel plurinominal dans six circonscriptions de vingt sièges chacune. Les électeurs votent pour le candidat d'une liste, et ce vote correspond à une voix pour cette dernière, tout en jouant le rôle d'un vote préférentiel pour le candidat en question, lui permettant de faire monter sa place dans la liste. Après décompte des suffrages, les sièges sont répartis selon la méthode D'Hondt au quotient simple, sans seuil électoral. Toutes les listes reçoivent par conséquent un siège en proportion de leurs parts des suffrages exprimés, avec un siège par tranche de 1/20e de suffrage dans chacune des six circonscription, qu'elles répartissent ensuite à leurs candidats ayant réuni le plus de voix.
Les 3 sièges restants, réservés à la diaspora, sont pourvus selon le même système, mais leur élection est conditionné à l'obtention d'un minimum de suffrages liés au scrutin précèdent. Un candidat de la diaspora n'est ainsi élu que si la liste sur laquelle il se présente réunit au moins autant de votes en sa faveur que le candidat ayant été élu avec le moins de voix en Macédoine du Nord lors du scrutin précèdent. Les second et troisième sièges ne sont attribués que si cette même liste réunit le double et le triple de ce montant. En 2016, le nombre de suffrages à atteindre était de 6 478 votes. Aucune liste n'ayant atteint ce seuil, les trois sièges restèrent vacants. En 2020, le seuil était de 6 700 voix, tandis que le nombre d'inscrits n'était que de 6 096, ce qui a entrainé la non tenue du scrutin dans la diaspora. Les électeurs concernés ont par conséquent eu à se rendre en Macédoine du Nord, et les trois sièges réservé n'ont une nouvelle fois pas été pourvus.
Le système proportionnel permet notamment la représentation des Albanais de Macédoine du Nord. En outre, toute liste doit comprendre au moins 40 % de candidats de chaque sexe, et les candidats du sexe le moins représenté dans chacune des listes être positionnés au minimum tous les dix noms.
Le scrutin doit se tenir dans les quatre-vingt-dix jours qui précèdent la fin du mandat de l'Assemblée.

### Dissolution
En vertu de l'article 63, dernier alinéa, de la Constitution, « L'Assemblée est dissoute si la majorité du nombre total des députés se prononcent dans ce sens. ». Le scrutin doit alors se tenir dans les soixante jours. Tous les scrutins tenus depuis 2006 l'ont été de manière anticipée.

## Fonctions

### Législative
L'initiative législative appartient au gouvernement, à tout député, et à un groupe d'au moins dix mille personnes inscrites sur les listes électorales.

#### Première lecture
Elle est optionnelle.
Elle n'aura lieu que si au moins quinze députés réclament, dans les sept jours qui suivent la réception de la proposition de loi, la tenue d'un débat général. Avant toute discussion du texte en séance, celui-ci est soumis à la commission législative et à la commission permanente compétente. Les deux organes prennent ensuite position sur le caractère recevable de la loi et si elle peut être soumise à la deuxième lecture.
À l'issue du débat général, l'Assemblée décide si la loi doit poursuivre la procédure législative.

#### Deuxième lecture
Si les parlementaires décident qu'une proposition de loi soumise à la première lecture doit poursuivre la procédure, ou qu'aucune demande de débat général n'est formulée dans le délai requis, le texte passe directement en deuxième lecture.
Celle-ci débute devant la commission législative et la commission permanente compétente dans les sept jours ouvrables après le débat général ou l'expiration du délai pour sa demande. Tout député, groupe parlementaire, ainsi que toute commission permanente, peut alors soumettre des amendements, qui doivent être présentés au président de l'Assemblée au plus tard deux jours ouvrables avant la réunion consacrée au texte de la commission permanente compétente ou de la commission législatives.
Chaque amendement est alors analysé puis voté séparément. La commission permanente compétente et la commission législative, après la fin du débat, et dans les cinq jours qui suivent la dernière réunion, préparent le nouveau texte de la proposition de loi, dans lequel sont inclus les amendements adoptés. Le texte est ensuite soumis au président de l'Assemblée.
Par la suite, la proposition de loi est examinée en séance plénière, le débat concernant uniquement les articles amendés. Tout groupe parlementaire ou député, ainsi que l'initiateur du texte, peut alors proposer de nouveaux amendements. Si l'Assemblée adopte des amendements représentant moins d'un tiers du texte, elle peut décider d'organiser une troisième lecture. Si cette proportion dépasse le tiers du texte, la troisième lecture est de droit à la fin des débats. Enfin, si aucun amendement n'est adopté, le vote sur l'ensemble du texte a lieu dès la fin du débat.

#### Troisième lecture
Elle se tient en général lors de la première séance qui suit la fin de la deuxième lecture, et ne comprend que des débats en séance plénière. Seuls l'initiateur de la proposition de loi et les députés peuvent proposer des amendements, ces derniers ne pouvant concerner que les articles amendés en deuxième lecture et devant être soumis au plus tard deux jours ouvrables avant la date retenue pour la séance de troisième lecture.
L'Assemblée débat et vote uniquement sur les articles de la proposition de loi modifiée faisant l'objet d'un amendement, puis elle vote sur l'ensemble du texte.

#### Procédure d'urgence et relecture
Il s'agit d'une procédure exceptionnelle, qui ne peut être déclenchée que si elle est nécessaire pour prévenir et éviter une grande perturbation de l'économie, si c'est dans l'intérêt de la défense et de la sécurité nationales, ou dans les cas de catastrophe naturelle, épidémie ou autre situation urgente et extraordinaire.
Quand l'Assemblée utilise cette procédure, il ne peut y avoir de débat général sur la proposition de loi, tandis que les deux dernières lectures sont fusionnées en une seule.
Si le président de la République ne promulgue pas une proposition de loi adoptée par l'Assemblée, celle-ci est réexaminée par les députés par une troisième lecture. Le président sera alors tenu de promulguer la loi si celle-ci est adoptée à la majorité des voix, et si elle a été adoptée à la majorité des deux tiers (en toute circonstance).

#### Interprétation de la loi
Tout député, le gouvernement, la Cour constitutionnelle, la Cour suprême, le procureur général de la République, le médiateur, les maires, ainsi que les conseils municipaux, peuvent soumettre à l'Assemblée une demande pour l'interprétation authentique d'une loi, dans le cas où celle-ci s'avère nécessaire pour l'application de la loi dans leur travail.
La demande est d'abord soumise au président de l'Assemblée, qui la transmet à la commission législatives et au gouvernement. La commission législative peut alors demander l'avis de la commission parlementaire compétente. Une fois reçu l'avis du gouvernement et éventuellement de la commission saisie, la commission législative doit juger si la demande est justifiée. Si tel est le cas, elle prépare une proposition qui sera étudiée en séance plénière. Au cours d'une même session, l'Assemblée débat et vote sur la proposition d'interprétation authentique, et les amendements éventuellement soumis. L'interprétation doit alors être adoptée à la même majorité que celle requise pour la loi concernée.
Si la commission décide que la demande n'est pas justifiée, elle soumet son rapport à l'Assemblée, qui statue. La décision de l'Assemblée sera ensuite notifiée à l'initiateur de la demande.

### De contrôle

Ancien logo.

#### Investiture et censure du gouvernement
Conformément à l'article 90 de la Constitution de 1991, le gouvernement est validé par l'Assemblée, à la majorité du nombre de députés, soit 61 voix, sur proposition de son président et sur la base de son programme. Sur proposition du président du gouvernement, l'Assemblée a la faculté de révoquer un ministre.
L'Assemblée peut renverser le gouvernement par l'adoption d'une motion de défiance. Celle-ci doit être proposée par au moins vingt députés, débattue trois jours après son dépôt et adoptée à la majorité des députés. Il est impossible de déposer deux motions à moins de quatre-vingt-dix jours d'intervalle, sauf si la seconde est proposée par plus de la moitié des parlementaires.

#### Questions et auditions
Tout groupe d'au moins cinq députés peut, conformément à l'article 72 de la Constitution de 1991, formuler une interpellation concernant le travail d'un fonctionnaire, du gouvernement ou d'un ministre. En outre, les parlementaires peuvent poser des questions orales et soumettre des questions écrites. Généralement, les ministres répondent immédiatement aux questions orales et sous quinze jours aux questions écrites. Chaque dernier jeudi du mois, une séance est exclusivement consacrée aux questions des députés et aux réponses du gouvernement.
Par ailleurs, les commissions permanentes ont la possibilité de convoquer les ministres pour des auditions, conformément au principe de responsabilité du gouvernement devant l'Assemblée.

## Organisation

### Président

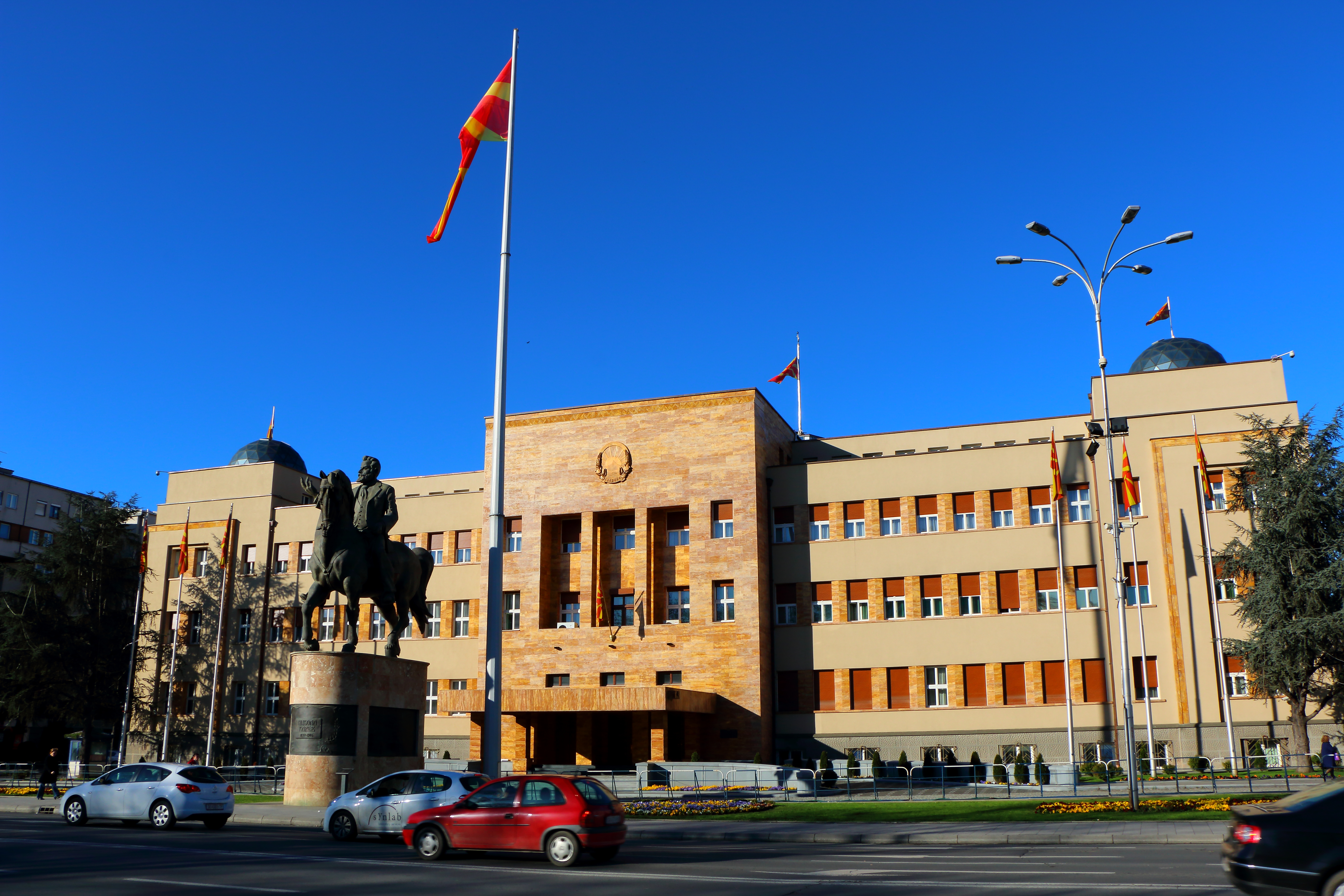
Le palais de l'Assemblée

Le président de l'Assemblée de la République (Претседатели на Собранието на Република Македонија) est élu pour un mandat de quatre ans, lors de la première séance suivant la tenue des élections législatives, parmi les députés soutenus par la commission des Élections ou au moins vingt de leurs collègues. La séance est présidée par le doyen d'âge, et celui qui reçoit le soutien de la majorité du nombre total de députés, soit 61, est déclaré élu. Si personne n'obtient cette majorité, un nouveau vote a lieu entre les deux candidats arrivés en tête, avec la même exigence de majorité. Si celle-ci n'est pas atteinte, la procédure est reprise.
Deuxième personnage de l'État, il est chargé de l'intérim de la présidence de la République  en cas de vacance de celle-ci, selon l'article 82 de la Constitution. Sa fonction consiste à représenter l'Assemblée, à convoquer les sessions, dont il fixe l'ordre du jour, à organiser les débats, fixant les temps de parole en accord avec les députés, à ouvrir, suspendre et lever les sessions, vérifier le quorum, donner et retirer la parole, prononcer et lever toute mesure disciplinaire, assurer la sécurité des débats, et à élaborer le budget de l'Assemblée.
Il est en outre chargé de contresigner les lois promulguées par le président de la République, des relations avec les Parlements étrangers et d'interpréter le règlement de l'Assemblée.

### Vice-présidents et secrétaire général
Le nombre de vice-présidents est déterminé par l'Assemblée elle-même, un poste devant revenir au principal parti d'opposition. Leur mode d'élection est identique à celui du président. Ils sont chargés d'assister le président dans l'exercice de ses missions et d'assurer les fonctions qui leur ont été confiées. En cas d'absence du président, c'est à l'un d'eux qu'il revient de le remplacer.
Quant au secrétaire général, il est nommé par les députés sur proposition de la commission des Élections. Il a pour mission d'assister le président dans la préparation et l'organisation de sessions, d'effectuer toute tâche qui lui serait confiée par ce dernier, d'organiser et de coordonner le travail de l'administration parlementaire, dont il adopte les lignes directrices, instructions et autres actes de réglementation.

#### Liste des présidents de l'Assemblée
| Titulaire | Titulaire           | Parti       | Dates            | Dates            |
| --------- | ------------------- | ----------- | ---------------- | ---------------- |
|           | Stojan Andov        | LPM         | 8 janvier 1991   | 6 mars 1996      |
|           | Tito Petkovski      | SDSM        | 6 mars 1996      | 19 novembre 1998 |
|           | Savo Klimovski      | DA          | 19 novembre 1998 | 30 novembre 2000 |
|           | Stojan Andov        | LPM         | 30 novembre 2000 | 3 octobre 2002   |
|           | Nikola Popovski     | SDSM        | 3 octobre 2002   | 7 novembre 2003  |
|           | Ljupčo Jordanovski  | SDSM        | 7 novembre 2003  | 16 juin 2006     |
|           | Ljubiša Georgievski | VMRO-DPMNE  | 1er août 2006    | 21 juin 2008     |
|           | Trajko Veljanovski  | VMRO-DPMNE  | 21 juin 2008     | 27 avril 2017    |
|           | Talat Xhaferi       | BDI/DUI     | 27 avril 2017    | 25 janvier 2024  |
|           | Jovan Mitreski      | SDSM        | 26 janvier 2024  | 28 mai 2024      |
|           | Afrim Gashi         | Alternative | 28 mai 2024      | en fonction      |

### Commissions
Il y a actuellement vingt commissions permanentes à l'Assemblée de la République : 
- Commission des Affaires constitutionnelles ;
- Commission législative ;
- Commission de la Défense et de la Sécurité ;
- Commission du Système politique et des Relations inter-ethniques ;
- Commission de la Politique étrangère ;
- Commission des Affaires européennes ;
- Commission des Élections et des Nominations ;
- Commission de Surveillance des services de renseignement ;
- Commission de contrôle des interceptions de communications ;
- Commission des Finances et du Budget ;
- Commission de l'Économie ;
- Commission de l'Agriculture, des Forêts et des Eaux ;
- Commission des Transports, des Communications et de l'Environnement ;
- Commission de l'Éducation, de la Science et des Sports ;
- Commission de la Culture ;
- Commission de la Santé ;
- Commission du Travail et de la Politique sociale ;
- Commission de l'Égalité des chances pour les femmes et les hommes ;
- Commission du Règlement et des Affaires de l'immunité parlementaire ;
- Commission des Affaires locales.

### Groupes parlementaires
Ils doivent comprendre au moins cinq députés, issus d'un ou plusieurs partis politiques, et sont dirigés par un coordinateur qui ne peut avoir plus de deux adjoints.

## Composition actuelle
L'actuelle majorité est détenue par l'Organisation révolutionnaire macédonienne intérieure - Parti démocratique pour l'unité nationale macédonienne (VMRO-DPMNE), le Parti démocratique des Serbes en Macédoine (DPSM) et le Parti socialiste de Macédoine (SPM). Ils forment un gouvernement de coalition avec Pour notre Macédoine (ZNAM), le Mouvement Besa, l'Alternative et l'Alliance pour les Albanais. 
L'opposition est formée quant à elle par l'Union sociale-démocrate de Macédoine (SDSM) et ses alliés, par l'Union démocratique pour l'intégration (BDI/DUI, principale parti des Albanais de Macédoine du Nord) avec le Parti démocratique des Albanais (PDSh/DPA, parti minoritaire de la communauté albanaise) ainsi que par La Gauche (Levica).